# Massimiliano Duran
Massimiliano Duran (ur. 3 listopada 1963 w Ferrara) – włoski bokser zawodowy był mistrz świata WBC oraz były mistrz Europy EBU w wadze junior ciężkiej.

## Kariera zawodowa
Zadebiutował 23 maja 1986 nokautując w czwartej rundzie Momo Cupelica, 4 listopada 1989 pokonał Alfredo Cacciatore przez TKO w dziesiątej rundzie zdobywając tytuł mistrza Włoch w wadze junior ciężkiej. 27 lutego 1990 zmierzył się z mistrzem federacji WBC wagi junior ciężkiej Carlosem De Leónem wygrywając przez dyskwalifikację w jedenastej rundzie gdy Carlos zadał cios po gongu kończącym rundę. Do czasu zakończenia pojedynku Włoch prowadził na punkty decyzją większości. 8 grudnia 1990 obronił pas w pojedynku z francuskim pięściarzem Anacletem Wambą również wygrywając przez dyskwalifikację, 20 lipca 1991 doszło do pojedynku rewanżowego w którym stracił pas przegrywając przez TKO w 11 rundzie. 13 grudnia 1991 ponownie zmierzył się z Anacletem Wambą również przegrywając przez techniczny nokaut w jedenastej rundzie. Po stoczeniu dwóch zwycięskich pojedynków 22 czerwca 1993 zmierzył się z angielskim pięściarzem Derekiem Angolem o pas mistrza Europy EBU nokautując go w jedenastej rundzie. Swój pas stracił już w pierwszej obronie 2 lutego 1994 przegrywając z Carlem Thompsonem przez nokaut w ósmej rundzie. 2 listopada 1994 roku przegrał przez TKO w czwartej rundzie z niepokonanym wówczas rosyjskim pięściarzem Aleksiejem Ilyin. Po tej walce Massimiliano Duran zakończył karierę.